# Anthony Ichirō Sanda

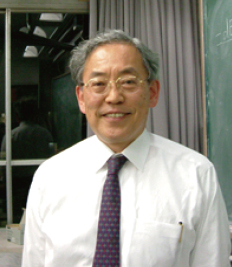
Anthony Ichirō Sanda, 2016

Anthony Ichirō Sanda (jap. 三田 一郎, Sanda Ichirō; * 4. März 1944) ist ein japanisch-US-amerikanischer theoretischer Elementarteilchenphysiker.
Sanda studierte an der University of Illinois (Bachelor-Abschluss 1965) und promovierte 1969 an der Princeton University. Danach war er Wissenschaftler an der Columbia University und 1971 bis 1974 am Fermi National Accelerator Laboratory. 1974 bis 1992 war er zunächst Assistant Professor und dann Associate Professor an der Rockefeller University und ab 1992 Professor für Physik an der Universität Nagoya, an der er 1997/98 Leiter des Fachbereichs Physik der naturwissenschaftlichen Fakultät war. Seit 2006 ist er an der Universität Kanagawa.
Sanda ist für seine Arbeiten über CP-Verletzung im B-Meson-System bekannt, wobei er mit Ikaros Bigi zusammenarbeitete. Ihre Voraussage von 1980 wurde 2001 experimentell bestätigt in „B-Meson-Fabriken“ am SLAC und am KEK in Japan (die Verletzung der CP-Symmetrie im K-Meson-System war schon seit 1964 durch die Nobelpreis-gekrönten Arbeiten von James Cronin, Val Fitch bekannt). Ein CP-verletzender Mechanismus ist für die Erklärung der Baryogenese nötig, der im K-Meson-System beobachtete Effekt ist nach gegenwärtiger Überzeugung dafür aber zu klein.
1993 erhielt er den Preis der Inoue Foundation, 1997 den Nishina-Preis, 2002 den Chunichi-Kulturpreis in Japan und im Herbst selben Jahres den staatlichen japanischen Verdienstorden am purpurnen Band. 2002 erhielt er die Mercator Visiting Professorship. 2004 erhielt er mit Ikaros Bigi den Sakurai-Preis.

## Schriften
- mit Bigi „CP Violation“, Cambridge University Press 1999

## Verweise
1. ↑  神奈川大学ホームページ - 神大の先生【理工系編】. Universität Kanagawa, archiviert vom Original am 22. April 2009; abgerufen am 21. April 2009 (japanisch).
2. ↑  I.I. Bigi, A.I. Sanda, Nuclear Physics, B, Bd. 193, 1981, S. 85

| Personendaten    | Personendaten                        |
| ---------------- | ------------------------------------ |
| NAME             | Sanda, Anthony Ichirō                |
| ALTERNATIVNAMEN  | 三田 一郎 (japanisch); Sanda, Ichirō |
| KURZBESCHREIBUNG | japanischer Physiker                 |
| GEBURTSDATUM     | 4. März 1944                         |